# КомМиссия
КомМи́ссия — международный фестиваль комиксов, графической новеллы, манги, мультиков и BD, который проводится в Москве с 2002 года ежегодно на одной из выставочных площадок города.

## История
Первый фестиваль «КомМиссия» был организован 1 - 10 февраля 2002 года по инициативе художника комиксов Хихуса и выставочного куратора Натальи Монастырёвой при содействии агентства креативных технологий «CreAGen» и Гильдии комикс-издателей России с целью продвижения и развития искусства комикса в России. 
Фестиваль задумывался как разовая выставочная акция, но перерос в ежегодное мероприятие. Первоначально планировалось, что в состав жюри будет входить четыре человека. Помимо оставшихся в дальнейшем «писателя», «художника» и «критика» предполагалось наличие популярной персоны — «народного любимца». В последующие годы состав жюри было решено сократить до трех человек.
С 2003 года время проведения фестиваля перенесено на весну. В дальнейшем это конец апреля — начало мая. Однако данные временные рамки не являются постоянными для фестиваля.
Программа фестиваля состоит из конкурсной программы, выставки работ конкурсантов, мастер-классов и выставок приглашённых комиксистов (как правило, не участвующих в конкурсе) и издательств. 
В разные годы в качестве приглашенных гостей в фестивале принимали участие Жан Жиро, Режи Луазель, Паскаль Рабате, Рейндж Мурата, Людмила Петрушевская, Томаш Прокупек и другие.
С 2005 года в программу фестиваля включена ярмарка самиздата (первоначально — ярмарка фэндзинси), в ходе которой происходит продажа комиксов, выпущенных (как правило, небольшими тиражами) на средства и силами самих авторов.
В 2007 году фестиваль был переименован в честь одного из организаторов первых фестивалей — Натальи Монастырёвой — в Московский международный фестиваль комиксов имени Наташи Монастырёвой.
В 2014 году фестиваль организовывался на базе Российской библиотеки для молодежи. С 2013 по 2018 годы директором фестиваля был Александр Кунин (известный в сообществе,как Чедрик), который является руководителем комикс-центра при РГБМ. 
В 2020 году директором фестиваля стал художник и автор комиксов Алим Велитов, принимавший участие в создании и проведение фестиваля практически с момента его создания.

## Конкурсная программа
Участником фестиваля может стать любой желающий автор, чьи работы отвечают условиям приёма и не принимали участия в предыдущих «КомМиссиях». Конкурсные работы фестиваля выставляются до открытия на сайте фестиваля (где действует функция зрительского голосования), а во время проведения «КомМиссии» — на выставочных площадках города. Выставочные работы отбираются организаторами фестиваля.

## Жюри
До 2009 года жюри формировалось усилиями организаторов из трёх специально приглашённых человек — журналиста, писателя и художника. В 2009 году была опробована также система голосования среди победителей конкурсов прошлых лет.

## Призы
Наиболее почётным призом фестиваля является Гран-при, который может быть присуждён вне зависимости от остальных номинаций и стилистических направлений. Также вручаются награды в следуующих номинациях:
- Арт при
- Гран сценарио (также — Лучший сценарий)
- Альбом года (ранее — Лучший самиздат)
- Лучшая манга
- Лучший комикс-стрип
- Лучший фото-комикс
- Лучший флэш-комикс
- Выбор оргкомитета («премия Наташи Монастыревой»)
- Зрительская любовь (по итогам голосования на сайте фестиваля)

В разные годы количество номинаций варьировалось. Кроме того, существуют награды, учреждаемые спонсорами фестиваля в нерегулярных номинациях.

## Факты
- «Премия Наташи Монастырёвой» — присуждаемая оргкомитетом фестиваля представляет собой возможность издания собственной книжки комиксов за счет фестиваля.
- С 2020 года девиз фестиваля — «Комиксы объединяют!».